# Hloupost

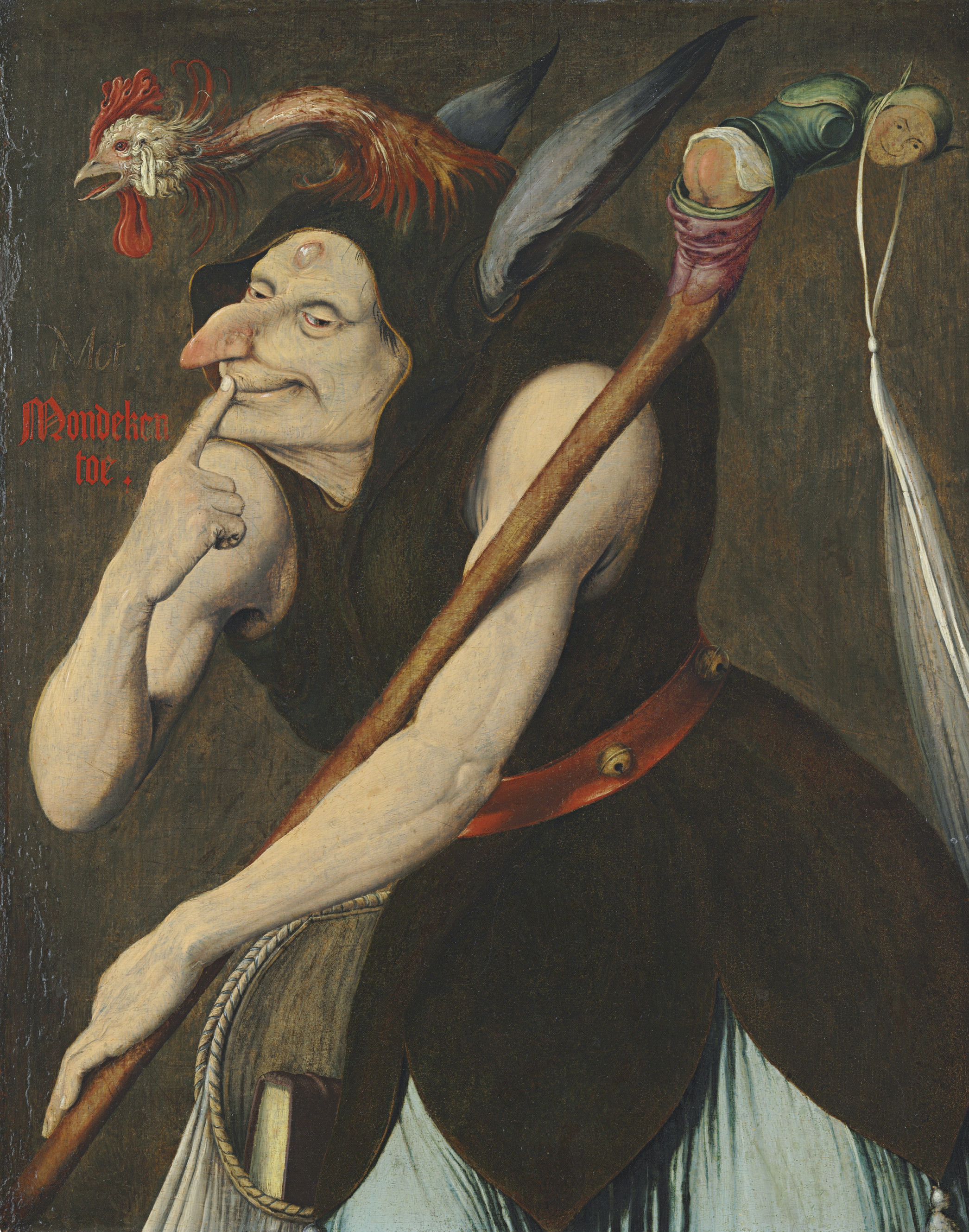
Quentin Massys: Alegorie pošetilosti

Hloupost či stupidita je opak chytrosti či moudrosti. Hlupák je člověk, jenž má nedostatek inteligence, pochopení, rozumu, vědomostí, důvtipu i poznání. Hloupost je projevem omezenosti. Podle Immanuela Kanta je hloupost nedostatkem soudnosti. Hloupost je také dávána do souvislosti s nevědomostí a nedbalostí.
| „                                           | Důvtipný člověk často překvapí sám sebe na hranici hlouposti. Nelituje však námahy, aby hrozící hlouposti unikl. V tomto úsilí spočívá inteligence. Hlupák se naopak sám nepodezírá – má se za duvtipného – odtud i záviděníhodná klidnost, s níž se uvelebuje a hoví si ve vlastní lenosti. Jako hmyz, který nelze dostat z děr, kde žije, není možné hlupáka vylákat ze své hlouposti, ani na chvilku nemůže být vyveden ze své slepoty, aby se přinutil srovnat svůj obvyklý mdlý pohled s jemnějšími způsoby vidění. Omezenec je doživotní a neprodyšný. Proto Anatol France říkal, že hlupák je mnohem větším neštěstím než člověk zlý. Zlý člověk totiž občas odpočívá; hlupáci nikdy. | “ |
| — José Ortega y Gasset: Vzpoura davů (1930) | |   |